# Ovidiu Stîngă
Ovidiu Stîngă (n. Craiova, Rumania; 5 de diciembre de 1972) es un exfutbolista rumano que se desempeñaba como centrocampista en la posición de interior derecho. Fue internacional en 24 partidos.

## Selección nacional
Stinga fue 24 veces internacional con la selección de fútbol de Rumanía, aunque no marcó ningún gol. Formó parte del combinado rumano que acudió a los Mundiales de Estados Unidos 1994 y Francia 1998, así como la Eurocopa de Inglaterra 1996.
Su debut de produjo el 31 de enero de 1993 en un partido amistoso jugado en el Estadio Modelo Alberto Spencer de Guayaquil contra la selección de Ecuador. Salió de titular y jugó 76 minutos cuando fue sustituido por Constantin Pană. El partido acabó en derrota por 3-0.

### Participaciones en Mundiales
| Eurocopa     | Sede           | Partidos jugados | Goles | Resultado        |
| ------------ | -------------- | ---------------- | ----- | ---------------- |
| Mundial 1994 | Estados Unidos | 0                | 0     | Cuartos de final |
| Mundial 1998 | Francia        | 2                | 0     | Octavos de final |

### Participaciones en Eurocopas
| Eurocopa      | Sede       | Partidos jugados | Goles | Resultado      |
| ------------- | ---------- | ---------------- | ----- | -------------- |
| Eurocopa 1996 | Inglaterra | 1                | 0     | Fase de grupos |

## Clubes
| Club                  | País          | Año           | Partidos | Goles |
| --------------------- | ------------- | ------------- | -------- | ----- |
| IELIF Craiova         | Rumania       | 1990-1991     | 18       | 7     |
| Universitatea Craiova | Rumania       | 1991-1995     | 107      | 29    |
| UD Salamanca          | España        | 1995-1996     | 58       | 16    |
| PSV Eindhoven         | Países Bajos  | 1996-2001     | 78       | 13    |
| Dinamo Bucarest       | Rumania       | 2001-2002     | 18       | 0     |
| Universitatea Craiova | Rumania       | 2002-2004     | 35       | 5     |
| Helmond Sport         | Países Bajos  | 2004-2005     | 19       | 1     |
| Universitatea Craiova | Rumania       | 2005-2007     | 32       | 5     |
| Total carrera         | Total carrera | Total carrera | 365      | 76    |

## Palmarés

### Títulos nacionales
| Título          | Club                  | País         | Año     |
| --------------- | --------------------- | ------------ | ------- |
| Divizia C       | Universitatea Craiova | Rumania      | 1990-91 |
| Copa de Rumania | Universitatea Craiova | Rumania      | 1990-91 |
| Copa de Rumania | Universitatea Craiova | Rumania      | 1992-93 |
| Eredivisie      | PSV Eindhoven         | Países Bajos | 1996-97 |
| Eredivisie      | PSV Eindhoven         | Países Bajos | 1999-00 |
| Eredivisie      | PSV Eindhoven         | Países Bajos | 2000-01 |